# 宇江佐真理
宇江佐 真理（うえざ まり、1949年10月20日 - 2015年11月7日）は、日本の時代小説作家。本名、伊藤 香（いとう かおる）。

## 経歴
北海道函館市生まれ。北海道函館中部高等学校在学中より創作を始める。函館大谷女子短期大学（現・函館大谷短期大学）卒業。OL生活を経て、主婦となる。
1995年、『幻の声』でオール讀物新人賞を受賞しデビュー。同賞の選考委員の一人から、伊三次（『幻の声』の主人公）を主人公に据えた連作が可能である、との意見をもらい連作化された。同作品を含んだ連作短編集『幻の声 髪結い伊三次捕物余話』は第117回直木三十五賞候補にもなり注目される。なおペンネーム「宇江佐真理」は『ウエザ・リポート』というタイトルでエッセイを書くために決めたため、その名に拘りはなく、本名を隠蔽することさえできればよかった。
1999年、『髪結い伊三次捕物余話』が『髪結い伊三次』として中村橋之助を主演にテレビドラマ化。
2010年、『雷桜』が岡田将生と蒼井優のダブル主演で映画化。
2014年1月刊の文春文庫版『心に吹く風』のあとがきで、乳癌であり全身に転移していることを告白した。これが反響を呼び、翌年1月、『文藝春秋』誌上に闘病記「私の乳癌リポート」を発表（文春文庫版『見上げた空の色』収録）した。11月7日、乳癌のため函館市の病院で死去。66歳没。
遺作となった朝日新聞夕刊の連載小説『うめ婆行状記』（2016年1月12日開始）は、故人の遺志により2016年3月15日掲載分をもって「未完」として終了した。

## 受賞歴
太字は受賞
- 1991年：『国直・別れ雲』で第71回オール讀物新人賞候補
- 1993年：『泣きの銀次事件帖』で第4回時代小説大賞候補
- 1995年：『幻の声』で第75回オール讀物新人賞受賞
- 1996年：『アラミスと呼ばれた女』で第7回時代小説大賞候補
- 1997年：『幻の声 髪結い伊三次捕物余話』で第117回直木三十五賞候補
- 1998年：『室の梅』で第20回吉川英治文学新人賞候補、『桜花を見た』で第119回直木三十五賞候補
- 1999年：『深川恋物語』で第21回吉川英治文学新人賞受賞、『紫紺のつばめ』で第121回直木三十五賞候補
- 2000年：『雷桜』で第123回直木三十五賞候補
- 2001年：『余寒の雪』で第7回中山義秀文学賞受賞
- 2002年：『あやめ横丁の人々』で第16回山本周五郎賞候補、『斬られ権佐』で第127回直木三十五賞候補
- 2003年：『神田堀八つ下がり』で第129回直木三十五賞候補
- 2015年：『為吉 北町奉行所ものがたり』で第5回本屋が選ぶ時代小説大賞候補

## 著書

### シリーズ作品
- 髪結い伊三次捕物余話シリーズ
  - 幻の声（1997年4月 文藝春秋 / 2000年4月 文春文庫）
  - 紫紺のつばめ（1999年2月 文藝春秋 / 2002年1月 文春文庫）
  - さらば深川（2000年7月 文藝春秋 / 2003年4月 文春文庫）
  - さんだらぼっち（2002年1月 文藝春秋 / 2005年2月 文春文庫）
  - 黒く塗れ（2003年9月 文藝春秋 / 2006年9月 文春文庫）
  - 君を乗せる舟（2005年3月 文藝春秋 / 2008年1月 文春文庫）
  - 雨を見たか（2006年11月 文藝春秋 / 2009年8月 文春文庫）
  - 我、言挙げす（2008年7月 文藝春秋 / 2011年3月 文春文庫）
  - 今日を刻む時計（2010年7月 文藝春秋 / 2013年1月 文春文庫）
  - 心に吹く風（2011年7月 文藝春秋 / 2014年1月 文春文庫）
  - 明日のことは知らず（2012年8月 文藝春秋 / 2015年1月 文春文庫）
  - 名もなき日々を（2013年11月 文藝春秋 / 2016年1月 文春文庫）
  - 昨日のまこと、今日のうそ（2014年9月 文藝春秋 / 2016年12月 文春文庫）
  - 月は誰のもの（2014年10月 文春文庫）
  - 竈河岸（2015年10月31日 文藝春秋 / 2018年10月 文春文庫）
- 泣きの銀次シリーズ
  - 泣きの銀次（1997年12月 講談社 / 2000年12月 講談社文庫）
  - 晩鐘 続・泣きの銀次（2007年11月 講談社 / 2010年12月 講談社文庫）
  - 虚ろ舟 泣きの銀次 参之章（2010年1月 講談社 / 2013年4月 講談社文庫）
- 古手屋喜十為事覚えシリーズ
  - 古手屋喜十為事覚え（2011年9月 新潮社 / 2014年2月 新潮文庫）
  - 雪まろげ（2013年10月 新潮社 / 2016年4月 新潮文庫）

### シリーズ外作品
- 銀の雨 堪忍旦那為後勘八郎（1998年7月 幻冬舎 / 2001年8月 幻冬舎文庫）
- 室の梅 おろく医者覚え帖（1998年8月 講談社 / 2001年9月 講談社文庫）
- 深川恋物語（1999年9月 集英社 / 2002年7月 集英社文庫）
- おちゃっぴい 江戸前浮世気質（1999年12月 徳間書店 / 2003年5月 徳間文庫 / 2011年1月 文春文庫）
- 雷桜（2000年4月 角川書店 / 2004年2月 角川文庫） - 2010年に岡田将生・蒼井優主演で映画化、八咫緑作画で漫画化
- 余寒の雪（2000年9月 実業之日本社 / 2003年9月 文春文庫）
- 春風ぞ吹く 代書屋五郎太参る（2000年12月 新潮社 / 2003年10月 新潮文庫）
- おぅねぇすてぃ 明治浪漫（2001年11月 祥伝社 / 2004年4月 祥伝社文庫 / 2010年5月 新潮文庫）
- 甘露梅 お針子おとせ吉原春秋（2001年11月 光文社 / 2004年6月 光文社文庫）
- 斬られ権佐（2002年5月 集英社 / 2005年4月 集英社文庫）
- 涙堂 琴女癸酉日記（2002年3月 講談社 / 2005年8月 講談社文庫）
- 神田堀八つ下がり 河岸の夕映え（2003年2月 徳間書店 / 2005年6月 徳間文庫 / 2011年7月 文春文庫）
- 深尾くれない（2003年4月 新潮社 / 2005年10月 新潮文庫）
- あやめ横丁の人々（2003年3月 講談社 / 2006年3月 講談社文庫）
- 玄冶店の女（2003年5月 幻冬舎 / 2007年8月 幻冬舎文庫）
- 桜花（さくら）を見た（2004年6月 文藝春秋 / 2007年6月 文春文庫）
- 卵のふわふわ 八丁堀喰い物草紙・江戸前でもなし（2004年7月 講談社 / 2007年7月 講談社文庫）
- 憂き世店 松前藩士物語（2004年10月 朝日新聞出版 / 2007年10月 朝日文庫）
- ひょうたん（2005年11月 光文社 / 2009年3月 光文社文庫）
- たば風 蝦夷拾遺（2005年5月 実業之日本社 / 2008年5月 文春文庫）
- 無事、これ名馬（2005年9月 新潮社 / 2008年5月 新潮文庫）
- アラミスと呼ばれた女（2006年1月 潮出版社 / 2009年4月 講談社文庫）
- 三日月が円くなるまで 小十郎始末記（2006年4月 角川書店 / 2008年12月 角川文庫）
- 聞き屋与平 江戸夜咄草（2006年5月 集英社 / 2009年7月 集英社文庫）
- ひとつ灯せ 大江戸怪奇譚（2006年8月 徳間書店 / 2010年1月 文春文庫）
- 恋いちもんめ（2006年9月 幻冬舎 / 2008年6月 幻冬舎文庫）
- 十日えびす 花嵐浮世困話（2007年3月 祥伝社 / 2010年4月 祥伝社文庫）
- 夕映え（2007年10月 角川春樹事務所 / 2010年6月 ハルキ文庫）
- 深川にゃんにゃん横丁（2008年9月 新潮社 / 2011年3月 新潮文庫）
- 彼岸花（2008年11月 光文社 / 2011年8月 光文社文庫）
- おはぐろとんぼ 江戸人情堀物語（2009年1月 実業之日本社 / 2011年4月 実業之日本社文庫）
- 富子すきすき（2009年3月 講談社 / 2012年3月 講談社文庫）
- 寂しい写楽（2009年7月 小学館 / 2013年2月 小学館文庫 ）
- なでしこ御用帖（2009年10月 集英社 / 2014年2月 集英社文庫）
- ほら吹き茂平 なくて七癖あって四十八癖（2010年9月 祥伝社 / 2013年7月 祥伝社文庫）
- 通りゃんせ（2010年10月 角川書店 / 2013年12月 角川文庫）
- 酒田さ行ぐさげ 日本橋人情横丁（2012年1月 実業之日本社 / 2014年8月 実業之日本社文庫）
- 夜鳴きめし屋（2012年03月 光文社 / 2014年9月 光文社文庫）
- 糸車（2013年07月 集英社 / 2016年1月 集英社文庫）
- 高砂 なくて七癖あって四十八癖（2013年8月 祥伝社）
- 日本橋本石町やさぐれ長屋（2014年2月 講談社）
- 口入れ屋おふく 昨日みた夢（2014年7月 角川書店 / 2016年10月 角川文庫）
- 為吉 北町奉行所ものがたり（2015年8月 実業之日本社 / 2017年10月 実業之日本社文庫）
- うめ婆行状記（2016年3月 朝日新聞出版 / 2017年10月 朝日文庫）

### アンソロジー
- 撫子が斬る（2005年9月 光文社文庫 / 2018年12月 角川文庫「撫子が斬る 上」）
- 万事金の世（2006年4月 徳間文庫）
- しぐれ舟（2008年1月 徳間文庫）
- 世話焼き長屋（2008年2月 新潮文庫）
- 吉原花魁（2009年10月 角川文庫）
- 娘秘剣（2011年3月 徳間文庫）

### エッセイ
- ウエザ・リポート（2007年12月 PHP研究所）
  - 【改題】笑顔千両 ウエザ・リポート（2010年9月 文春文庫）